# Pinheiros
Pinheiros è un comune del Brasile nello Stato dell'Espírito Santo, parte della mesoregione del Litoral Norte Espírito-Santense e della microregione di Montanha.